# Ǩ
Ǩ (gemenform: ǩ) är den latinska bokstaven K med en háček över. Ǩ är en bokstav i de skoltsamiska, romska och laziska alfabetena.
I skoltsamiska uttalas den [c͡ç] och är den nittonde bokstaven i alfabetet.